# Full Gear (2019)
Full Gear е първото pay-per-view шоу от поредицата AEW Full Gear, продуцирано от американската кеч федерация All Elite Wrestling (AEW). Провежда се в събота, 9 ноември 2019 г. в Royal Farms Arena в Балтимор, Мериленд.

## Обща информация
Името на турнира е препратка към сегмент от шоуто Being The Elite, който също е озаглавен „Full Gear“. Турнирът е излъчен чрез традиционните PPV канали, както и по B/R Live в Северна Америка и FITE TV в международен план. Това събитие става първото не-WWE pay-per-view проведено на това място след The Great American Bash през 2000 г. в тогавашната Baltimore Arena.
Осем мача са оспорвани на шоуто, включително един в предварителното шоу The Buy In. В главното събитие Джон Моксли побеждава Кени Омега в несанкциониран мач. В други важни мачове Крис Джерико запазва Световната титла на AEW срещу Коуди Роудс, след като Максуел Джейкъб Фридман, който е в ъгъла на Коуди хвърля кърпата, като по този начин попречва на Коуди да се бори за титлата отново, Рихо запази Световната титла при жените на AEW срещу Еми Сакура и SoCal Uncensored (Франки Казариан и Скорпио Скай) побеждават Lucha Brothers (Пентагон Джуниър и Рей Финикс) и Private Party (Айсая Касиди и Марк Куин) в троен отборен мач, за да запазят Световните отборни титли на AEW.

## Резултати
| Роля                                    | Име                            |
| --------------------------------------- | ------------------------------ |
| Коментатори                             | Джим Рос (PPV)                 |
| Коментатори                             | Екскалибур (Преди шоуто + PPV) |
| Коментатори                             | Голдънбой (Преди шоуто)        |
| Коментатори                             | Таз (Преди шоуто)              |
| Испански коментатори                    | Алекс Абрахантес               |
| Испански коментатори                    | Даша Гонсалес                  |
| Германски коментатори                   | Гюнтер Сапф                    |
| Германски коментатори                   | Майк Ритер                     |
| Конферансие                             | Джъстин Робъртс                |
| Съдии                                   | Обри Едуардс                   |
| Съдии                                   | Брайс Ремсбърг                 |
| Съдии                                   | Ърл Хебнър                     |
| Съдии                                   | Пол Търнър                     |
| Съдии                                   | Рик Нокс                       |
| Съдии в мача за Световната титла на AEW | Дийн Маленко                   |
| Съдии в мача за Световната титла на AEW | Арн Андерсън                   |
| Съдии в мача за Световната титла на AEW | Великият Мута                  |

| №                                                                                     | Резултати | Правила | Време |
| ------------------------------------------------------------------------------------- | --- | --- | ----- |
| 1П                                                                                    | Брит Бейкър поб. Беа Прийстли чрез предаване | Индивидуален мач | 11:35 |
| 2                                                                                     | Proud and Powerful (Сантана и Ортис) поб. Йънг Бъкс (Мат Джаксън и Ник Джаксън)                                                                      | Отборен мач | 21:00 |
| 3                                                                                     | Адам Пейдж поб. Пак | Индивидуален мач | 18:30 |
| 4                                                                                     | Шон Спиърс (с Тъли Бланчард) поб. Джоуи Джанела | Индивидуален мач | 11:45 |
| 5                                                                                     | SoCal Uncensored (Франки Казариан и Скорпио Скай) (ш) поб. Lucha Brothers (Пентагон Джуниър и Рей Финикс) и Private Party (Айсая Касиди и Марк Куин) | Троен отборен мач за Световните отборни титли на AEW | 13:01 |
| 6                                                                                     | Рихо (ш) поб. Еми Сакура | Индивидуален мач за Световната титла при жените на AEW | 13:25 |
| 7                                                                                     | Крис Джерико (ш) (с Джейк Хейгър) поб. Коуди Роудс (с Максуел Джейкъб Фридман) чрез техническо предаване                                             | Индивидуален мач за Световната титла на AEW Тъй като Джерико печели, Коуди никога повече няма да се бори за Световната титла на AEW, докато е в компанията | 29:35 |
| 8                                                                                     | Джон Моксли поб. Кени Омега | Несанкциониран мач | 38:45 |
| - (ш) – указва шампиона/шампионите в мача - П – показва, че мача се случи преди шоуто | | |       |

1Максуел Джейкъб Фридман хвърля кърпата, докато Коуди е в хватка за предаване, като така Джерико печели.

## Отзиви
Шоуто получава цялостно положителни отзиви. Джейсън Пауъл от Pro Wrestling Dot Net "се наслади на шоуто"; „освежаващо да видиш събитие, изпълнено с мачове, където всички се чувстваха като важни и не просто запълваха времето“. Той също така заявява, че "тълпата беше гореща." Пишейки за CBSSports.com, Брент Брукхаус и Джак Кросби също харесват шоуто, коментирайки, че "последните два мача от вечерта донесоха уникален подход, който само AEW може наистина да достави с липсата на ограниченията, наложени от WWE, а талантите на елитно ниво в ростъра на All Elite Wrestling имат свобода." Главния мач Моксли-Омега и мачът за световната титла Джерико-Коуди са двата мача с най-висок рейтинг в шоуто, като и двата получават оценка "A−".
Въпреки че шоуто е посрещнато с предимно положителни отзиви, несанкционираният мач между Джон Моксли и Кени Омега предизвиква разделени реакции поради насилието и тежката употреба на оръжия. Аря Уитнър от бюлетина на Wrestling Observer нарича мача „отвратителен“. Дейв Мелцър от същата публикация признава, че въпреки че той лично "мрази" насилието в мача, от "психическия аспект на организирането на мача и физическия на правенето му на високо ниво", че "това беше страхотен мач и невероятно зрелище". Той би дал на мача 41⁄2 звезден рейтинг. Коментаторът на AEW Джим Рос твърди, че „страстта в този мач е глътка свеж въздух за нашия бизнес“.

## Последици
На 13 ноември в епизода на Dynamite, Максуел Джейкъб Фридман нарича Коуди лъжец и социопат и ако не е попречил на Коуди да спечели, кариерата му щяла да приключи. Коуди излиза на ринга, но е нападнат от дебютиращия Уордлоу, за когото се разкрива, че е бодигард на Максуел Джейкъб Фридман. Привидно отказвайки да се изправи срещу Коуди в мач, Коуди пита Максуел Джейкъб Фридман да назове цената си. Той посочва три условия, които трябва да бъдат изпълнени от Коуди, за да има мач между тях на Revolution: той не може да докосва Максуел Джейкъб Фридман до мача, той ще трябва да победи Уордлоу в мач в стоманена клетка и ще трябва да поеме десет удара с кожен колан по телевизията на живо. Коуди се съгласява с всички условия. В епизода от 5 февруари 2020 г. Коуди отнася десетте удара от Максуел Джейкъб Фридман, включително един от Уордлоу. В епизода на 19 февруари Коуди успява да победи Уордлоу в първия мач в AEW в стоманена клетка, но е победен от Максуел Джейкъб Фридман на Revolution на 29 февруари.
След разследване през ноември 2019 г., AEW е глобена с $10 000 от Държавната атлетическа комисия на Мериленд през май 2020 г. за несанкционирания мач между Моксли и Омега, поради факта, че умишленото кървене е забранено по време на кеч мачове, оспорвани в Мериленд.
През ноември 2020 г. президентът и главен изпълнителен директор на AEW Тони Хан сочи Full Gear като едно от „Големите четири“ PPV на AEW, което включва Double or Nothing, All Out и Revolution.